# Wolica (Trembowla)
Wolica (ukr. Волиця), Wolica Trembowelska (ukr. Волиця Теребовлянська) – dawniej samodzielna wieś, obecnie w granicach miasta Trembowla na Ukrainie, w jego południowo-wschodniej części. Rozpościera się wzdłuż ulicy Hleszczaweckiej.

## Historia
Wolica to dawniej samodzielna wieś. W II Rzeczypospolitej stanowiła gminę jednostkową Wolica w powiecie trembowelskim w województwie tarnopolskim.
1 sierpnia 1934 r. w ramach reformy na podstawie ustawy scaleniowej Wolica weszła w skład nowej zbiorowej gminy Trembowla, gdzie we wrześniu 1934 utworzyła gromadę.
Po wojnie włączona w struktury ZSRR.